# Опсада (филм)
Опсада (енгл. The Siege) је филм из 1998. који је режирао Едвард Звик, главне улоге играју: Дензел Вошингтон, Брус Вилис, Анет Бенинг и Тони Шалуб. 

## Радња
Радња филма се одвија у Сједињеним Државама током председавања Била Клинтона. Генерал Вилијам Деверо на сопствену иницијативу спроводи операцију хватања терористе Ахмеда Бен Талала. Присталице Бена Талала, као одговор, прете да ће организовати серију терористичких напада на тлу САД, захтевајући ослобађање заробљеника. Након претњи, терористи крећу у акцију и почињу да дижу у ваздух цивилне објекте на територији Њујорка један по један. Број жртава се креће на стотине.
Специјални агенти ФБИ Ентони Хабард и Френк Хадад покрећу истрагу у покушају да открију терористичку мрежу. Агент ЦИА Елис Крафт, специјалиста за земље арапског света, почиње да сарађује са њима. Преко њега се приступа Њујорчану арапског порекла Самиру Најдију, који је можда умешан у експлозије. Он, међутим, тврди да нема никакве везе са бомбашима самоубицама и Беном Талалом. Истрагу отежава чињеница да је Самир био бивши агент ЦИА, а Елис и Самир су љубавници.
Како сукоб ескалира, ФБИ и ЦИА нису у стању да ставе ситуацију под контролу. Председник Сједињених Држава принуђен је да прогласи ванредно стање у Бруклину. Трупе генерала Девероа заузимају подручје и започињу немилосрдну операцију чишћења. На стадион који је претворен у концентрациони логор стрпају се сви млади арапског порекла. Млади Арап за кога се сумња да је повезан са терористима бива мучен и на крају убијен.
Становништво града активно протестује против кршења грађанских слобода. Мирне демонстрације на путу ка Бруклину. У тренутку када је сукоб цивила и војске неизбежан, агенти ФБИ одлазе до последње карике у ланцу терориста – Самира. Током операције његовог хапшења, Елисе Крафт умире. Генерал Деверо је ухапшен због злоупотребе положаја и мучења цивила.

## Улоге
| Глумац           | Улога                                 |
| ---------------- | ------------------------------------- |
| Дензел Вошингтон | ФБИ агент Ентони Хабард               |
| Анет Бенинг      | Агент Ције Елиза Крафт / Шерон Бриџер |
| Брус Вилис       | генерал Вилијам Деверо                |
| Тони Шалуб       | агент ФБИ Френк Хадад                 |
| Сами Буаџила     | Самир Назде                           |

## Зарада
- Зарада у САД - 40.981.289 $
- Зарада у иностранству - 75.691.623 $
- Зарада у свету - 116.672.912 $